# Episodi di Kidnapped
La prima e unica stagione della serie televisiva Kidnapped è stata trasmessa negli Stati Uniti dal 20 settembre 2006 all'11 agosto 2007 sul canale americano NBC.
In Italia la serie è stata trasmessa dal 7 febbraio al 2 maggio 2007 sul canale satellitare AXN e in chiaro da Iris nell'estate 2010.
| nº | Titolo originale          | Titolo italiano                | Prima TV USA      | Prima TV Italia  |
| -- | ------------------------- | ------------------------------ | ----------------- | ---------------- |
| 1  | Pilot                     | Pilot                          | 20 settembre 2006 | 7 febbraio 2007  |
| 2  | Special Delivery          | Consegna speciale              | 27 settembre 2006 | 14 febbraio 2007 |
| 3  | Sorry Wrong Number        | Scusi, ho sbagliato numero     | 4 ottobre 2006    | 21 febbraio 2007 |
| 4  | Number One with a Bullet  | Tiro al bersaglio              | 21 ottobre 2006   | 28 febbraio 2007 |
| 5  | Burn, Baby, Burn          | Brucia                         | 28 ottobre 2006   | 7 marzo 2007     |
| 6  | My Heart Belongs to Daddy | Il mio cuore appartiene a papà | 24 giugno 2007    | 14 marzo 2007    |
| 7  | Front Page                | Prima pagina                   | 30 giugno 2007    | 21 marzo 2007    |
| 8  | Gone Fishing              | Pesca all'amo                  | 7 luglio 2007     | 28 marzo 2007    |
| 9  | Do Unto Others            | Fai agli altri                 | 14 luglio 2007    | 4 aprile 2007    |
| 10 | Impasse                   | Impasse                        | 21 luglio 2007    | 11 aprile 2007   |
| 11 | Mutiny                    | Ammutinamento                  | 28 luglio 2007    | 18 aprile 2007   |
| 12 | Acknowledgement           | Ammissioni                     | 4 agosto 2007     | 25 aprile 2007   |
| 13 | Resolution                | La soluzione                   | 11 agosto 2007    | 2 maggio 2007    |